# Coings
Coings település Franciaországban, Indre megyében. Lakosainak száma 903 fő (2022. január 1.). Coings Brion, La Champenoise, Déols, Montierchaume és Vineuil községekkel határos.

## Népesség
A település népességének változása:
| Lakosok száma | 446  | 762  | 821  | 859  | 807  | 822  | 880  | 881  | 878  | 903  |
|               | 1968 | 1982 | 1990 | 2006 | 2013 | 2015 | 2017 | 2019 | 2020 | 2022 |